# Journal of Dynamics and Differential Equations
Journal of Dynamics and Differential Equations is een internationaal, aan collegiale toetsing onderworpen wetenschappelijk tijdschrift op het gebied van differentiaalvergelijkingen. De naam wordt in literatuurverwijzingen meestal afgekort tot J. Dynam. Differ. Equat. Het wordt uitgegeven door Springer Science+Business Media en verschijnt 4 keer per jaar. Het eerste nummer verscheen in 1989.